# Henrik Nordbrandt
Henrik Nordbrandt (Frederiksberg, 21 de marzo de 1945-31 de enero de 2023) fue un poeta, novelista y ensayista danés

## Carrera
Psó gran parte de su vida en Turquía, Grecia e Italia lo que marcó mucho su estilo literario. En 2007 recibió el Premio de Literatura del Consejo Nórdico por su novela Puentes de sueños (Drømmebroer).

## Obra
- Digte (Poemas, 1966)[2]
- Miniaturer (Miniaturas, 1967)[2]
- Syvsoverne (Los siete dormilones, 1969)[2]
- Omgivelser (Alrededores, 1972)[2]
- Opbrud og ankomster (Partidas y llegadas, 1974)[3]
- Ode til blæksprutten og andre kærlighedsdigte (Oda al pulpo y otros poemas de amor, 1976)[2][3]
- Glas (Cristal, 1976)[2][3]
- Istid (Era glacial, 1977)[2]
- Guds hus (La Casa de Dios, 1977)[2]
- Breve fra en ottoman, indtryk fra Tyrkiet og Grækenland (Cartas de un otomano, impresiones de Turquía y Grecia, 1978)[2]
- Rosen fra Lesbos (La rosa de Lesbos, 1979)[2]
- Spogelselege (Juegos de fantasmas, 1979)[2]
- Forsvar for vinden under doren (Defensa del viento bajo la puerta, 1980)[2]
- Armenia (Armenia, 1982)[2]
- 84 digte (84 poemas, 1984)[2][3]
- Armenia (1984)[2]
- Violinbyggernes by (La ciudad de los constructores de violines, 1985)[2]
- Håndens skælven i november (El temblor de la mano en noviembre, 1986)[2]
- Under mausolæet (Bajo el mausoleo, 1987)[2]
- Vandspejlet (El espejo del agua, 1989)[2]
- Glemmesteder (Lugares de olvido, 1991)[2]
- Støvets tyngde (El peso del polvo, 1992)[2]
- Ormene ved himlens port (Los gusanos de la puerta del cielo, 1995)[2]
- Egne digte (Poemas propios, antología titulada en español como Nuestro amor es como Bizancio, 2000)
- Drømmebroer (Puentes de sueños, 2000)[2]
- Besøgstid (Horas de visita, 2007)

## Premios
- Premio de Literatura del Consejo Nórdico 2000, por Drømmebroer